# Heather Burns
Heather Burns (Chicago, 7 aprile 1975) è un'attrice statunitense.

## Biografia
Heather è nata a Chicago, Illinois, figlia del "Chicago Bull" e "U.S. Attorney" Jim Burns. Dal marito Ajay Naidu (sposato nel 2012), suo fidanzato del liceo Evanston Township High School, ha avuto un figlio. Si è laureata in seguito nell'Università di New York di Arte Drammatica.
Burns è principalmente famosa grazie al ruolo di Cheryl Frasier nei film Miss Detective  e Miss F.B.I. - Infiltrata speciale, al fianco di Sandra Bullock, al fianco della quale ha recitato anche nella commedia romantica Two Weeks Notice - Due settimane per innamorarsi. Ha inoltre recitato in ruoli ricorrenti nelle serie televisive The $treet, Twenty Good Years, Bored to Death e Sneaky Pete, oltre ad essere comparsa in un episodio di Blindspot come guest star.

## Filmografia parziale

### Cinema
- C'è posta per te (You've Got Mail), regia di Nora Ephron (1998)
- Miss Detective (Miss Congeniality), regia di Donald Petrie (2000)
- Two Weeks Notice - Due settimane per innamorarsi (Two Weeks Notice), regia di Marc Lawrence (2002)
- Miss F.B.I. - Infiltrata speciale (Miss Congeniality 2: Armed and Fabulous), regia di John Pasquin (2005)
- Vita da strega (Bewitched), regia di Nora Ephron (2005)
- (S)Ex List (What's Your Number?), regia di Mark Mylod (2011)
- Manchester by the Sea, regia di Kenneth Lonergan (2016)

### Televisione
- Twenty Good Years - serie TV, 13 episodi (2006-2008)
- Law & Order: Criminal Intent - serie TV, episodio 5x10 (2006)
- Bored to Death - Investigatore per noia (Bored to Death) - serie TV, 22 episodi (2009-2011)
- Save Me - serie TV, 7 episodi (2013)
- Elementary - serie TV, episodio 2x11 (2013)
- Blue Bloods - serie TV, episodio 5x03 (2014)
- Blindspot - serie TV, 5 episodi (2017-2020)
- Sneaky Pete - serie TV, episodi 2x04, 2x09 (2018)
- The Politician - serie TV, episodio 2x04 (2020)
- The Good Fight - serie TV, episodio 5x02 (2021)

## Doppiatrici italiane
Nelle versioni in italiano delle opere in cui ha recitato, Heather Burns è stata doppiata da:
- Georgia Lepore in Miss Detective, Miss F.B.I. - Infiltrata speciale
- Rossella Acerbo in C'è posta per te
- Barbara De Bortoli in Two Weeks Notice - Due settimane per innamorarsi
- Rita Baldini in Vita da strega
- Letizia Scifoni in Bored to Death - Investigatore per noia
- Emanuela Damasio in (S)Ex List
- Marina Guadagno in Manchester by the Sea
- Angela Brusa in Blindspot